# Хазанович Йосип Аронович
Йосип Аронович Хазанович (1844—1919) — російський єврейський громадський діяч, лікар, бібліофіл та організатор Єврейської національної бібліотеки в Єрусалимі.

## Біографія
Син єврейського купця Аарона Хазановича. Народився у Гродно у 1844 році. У 1866 р. вступив до Кенігсберзького університету, на медичний факультет.
Під час Французько-прусської війни 1871 року був лікарем у Берліні, на чолі одного з лазаретів для військовополонених французів. 1872 року закінчив університет. Незабаром переселився в Білосток.
У зв'язку з палестинським рухом у Хазановича виникла думка заснувати національну бібліотеку в Єрусалимі. Він став закуповувати книжки, починаючи листування з усіма відомими книготорговцями й антикварами в Росії та за кордоном; витрачав великі суми зі своїх особистих коштів на придбання книг, випускав час від часу звернення до приватних осіб та установ з проханням надсилати книги та пожертвування на закупівлю книг.
У листопаді 1884 року брав участь у Катовицькому з'їзді палестинофілів.
Із часу свого відвідування Єрусалима в 1890 році повністю віддався єдиній меті: «збудувати на нашій історичній батьківщині будівлю не тільки для єврейського духу, але й для всього єврейського майбутнього». У 1896 р. йому вдалося відправити в Єрусалим перший транспорт книг у 240 пудів. Збирав для бібліотеки не тільки книги, але також і портрети видатних єврейських діячів, знімки з видань єврейських установ тощо. У 1913 році — виключно завдяки старанням Хазановича — Єврейська національна бібліотека мала близько 30 000 томів книг і розташовувалася у власній будівлі.
Примкнувши до сіоністського руху, Хазанович бував на всіх сіоністських конгресах до смерті Герцля (1904).